# Pystira
Pystira is een geslacht van spinnen uit de familie springspinnen (Salticidae).

## Soorten
De volgende soorten zijn bij het geslacht ingedeeld:
- Pystira cyanothorax (Thorell, 1881)
- Pystira ephippigera (Simon, 1885)
- Pystira karschi (Thorell, 1881)
- Pystira nigripalpis (Thorell, 1877)
- Pystira versicolor Dyal, 1935